# Paolo Fontana

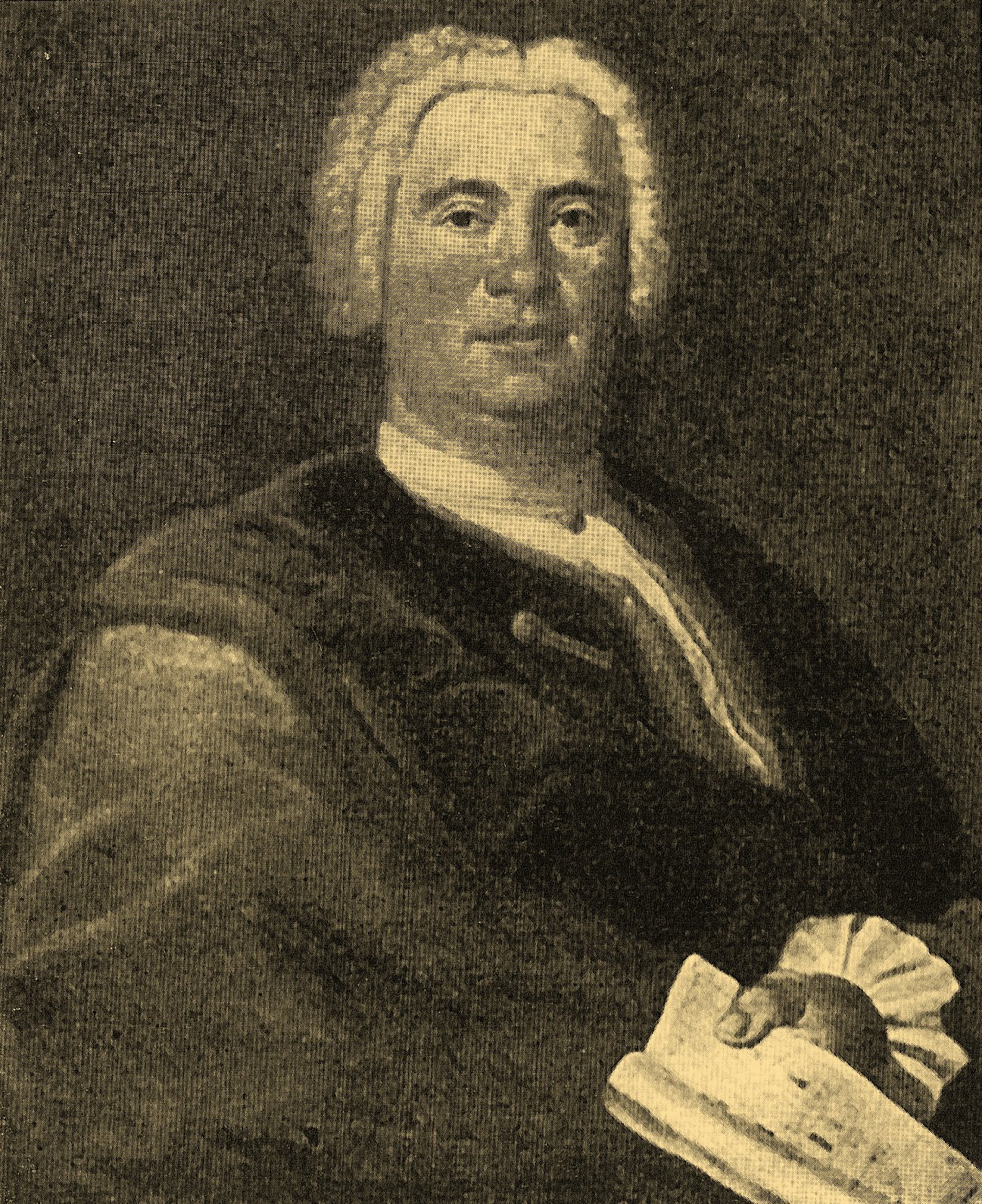
Paolo Fontana (1743)

Paolo Antonio Domenico Fontana (* 28. Oktober 1696 in Castello Valsolda; † 17. März 1765 in Isjaslaw) war ein italienischer Architekt und einer der führenden Vertreter der Barockarchitektur in Polen und in Polen-Litauen.

## Leben
Paolo Fontana wurde als Sohn von Giacomo Fontana und Marta Bellotti in Castello geboren. Er erhielt seine Ausbildung wahrscheinlich bei einem erfahrenen Architekten. Seine Werke zeigen eine gute Kenntnis der Architektur der Lombardei und des Piemont.
Im März 1723 wanderte er von Castello nach Polen aus. Protegiert von dem Architekten Józef Fontana, ein Protagonist der Gemeinschaft italienischer Künstler in Polen, wurde Fontana 1726 als Architekt für den  Gerichtsmarschall Paweł Karol Sanguszko und für die Witwe Barbara Duninów Sanguszko tätig. Im Jahr 1730 heiratete er die polnische Edle Marianna Suffczyńska und bekam mit ihr vier Kinder. Nachdem die beiden Söhne John (Priester) und Joseph nach Castello zurückgekehrt waren, verwalteten sie dort das väterliche Erbe (die Fondiera). Während der Dauer des Aufenthalts in Litauen ist Fontana mit seiner Mutter, seinen Schwestern und Schwiegereltern in Castello geblieben, vor allem wegen der Verwaltung seines Vermögens und wegen des Wunsches nach Castello zurückkehren.

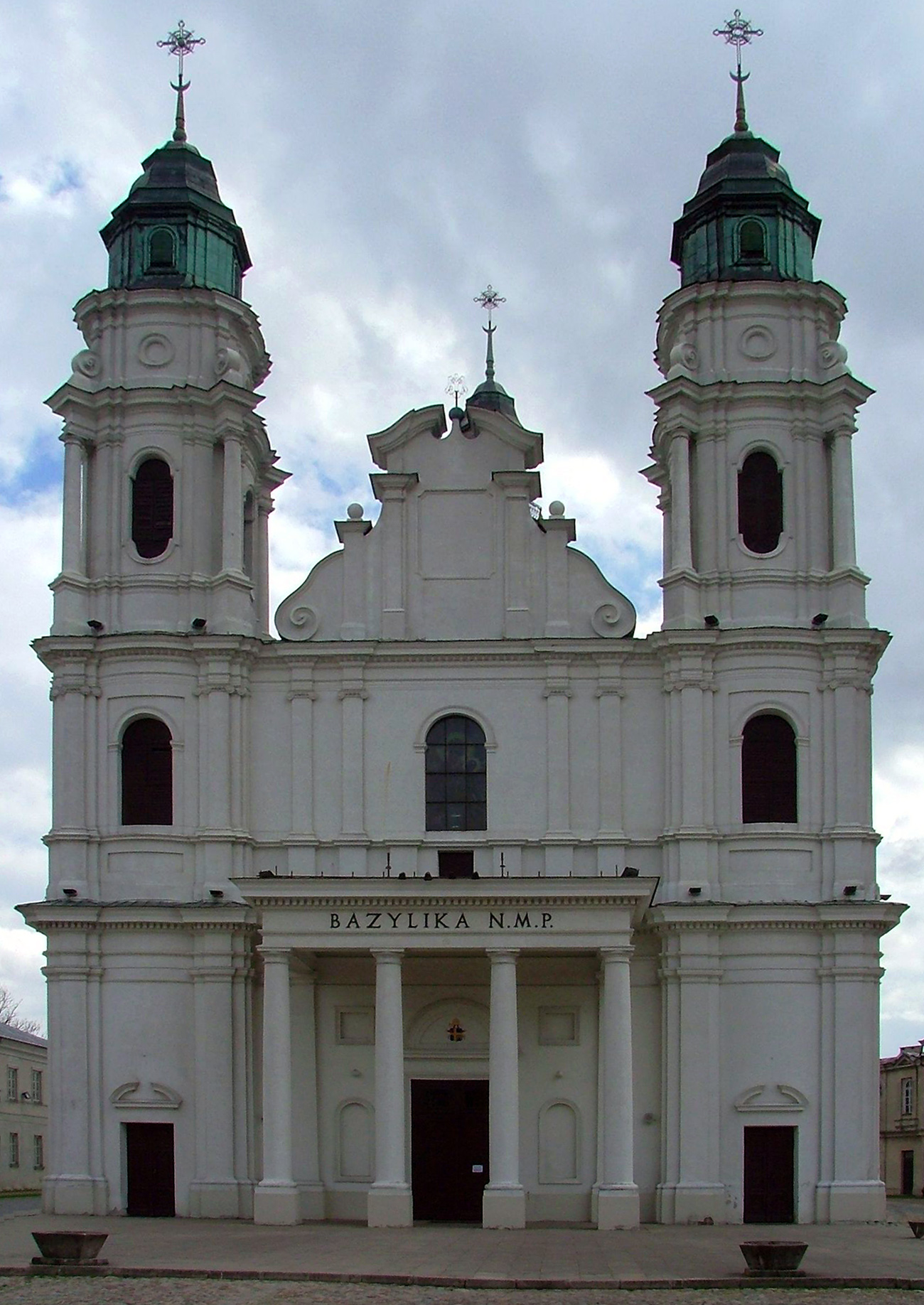
Unierte Kathedrale Mariä Geburt in Chełm

Nach einigen Jahren wurde er zum Oberst der Artillerie in der Armee des Großfürstentum Litauen ernannt. Zwischen 1737 und 1745 führte er mehrere Bauaufträge wichtiger Adelsfamilien und Adligen in Lubartów durch, und ebenso mehrere Aufträge für Gotteshäuser. So errichtete er die St. Anna-Kirche, die Kirche der Kapuziner, die Unierte Kathedrale Maria Geburt, die Kirche der reformierten Franziskanische Orden in Chełm und die Synagoge in Wlodawa.
Im Jahr 1749 heiratete er in zweiter Ehe Teresa Romaironi, die Tochter eines Patriziers aus Warschau und zog nach Isjaslaw, wo er ebenfalls als Architekt tätig war.
Fontana starb am 17. März 1765 in Isjaslaw.